# Лапцуй, Леонид Васильевич
Леонид Васильевич Лапцуй (28 февраля 1929—1982) — ненецкий писатель, переводчик, фельдшер.

## Биография
Родился в Ямальской тундре в семье оленевода-батрака в 1929 (по другим данным — в 1932) году. С 10 лет Лапцуй работал оленеводом. В 1951 году окончил семилетнюю школу в посёлке Новый Порт, а через 3 года медицинское училище в Салехарде, получив специальность фельдшера. Параллельно работал переводчиком в газете «Красный Север». С 1954 по 1956 год учился в Москве в Центральной комсомольской школе при ЦК ВЛКСМ. После этого работал в комсомольских и партийных учреждениях Ямало-Ненецкого АО. В 1963 году Лапцуй окончил Высшую партийную школу при ЦК КПСС и вновь стал работать на руководящих должностях в Ямало-Ненецком АО. В 1974 году стал редактором ненецкой газеты «Няръяна Ӈэрм» и оставался им до самой смерти.
В 1962 году написал свой первый рассказ «В снегах песцовых», который был одобрен одним из первых ненецких писателей И. Г. Истоминым. Вскоре Лапцуй опубликовал в местных и областных газетах, а также в журнале «Литературная жизнь» ещё ряд своих рассказов. В рассказах описывается жизнь ненцев, природа и повседневная жизнь Ямала. Позднее его рассказы появляются в журналах «Сибирские огни», «Дружба народов» и др., издаются отдельными изданиями. В 1964 году принят в Союз писателей СССР.
Именем Лапцуя названо Салехардское культурно-просветительное училище (ныне ликвидировано) и школа-интернат в селе Новый Порт.

## Издания на русском языке
- Победившие смерть. Свердловск, 1976
- На севере - утро. М., Советский писатель, 1977
- Радуга жизни. М., Советская Россия, 1978
- Эдейка. Свердловск, 1978
- В краю оленьих троп. Л., Художественная литература, 1982
- На оленьих тропах. Свердловск, 1982
- Тёр. М., Современник, 1984
- Олений бег. М., Советская Россия, 1986
- Слово старшего.